# My Frogger Toy Trials
My Frogger Toy Trials est un jeu vidéo d'action développé par Konami Computer Entertainment Hawaii et édité par Konami, sorti en 2006 sur Nintendo DS.

## Accueil
- Jeuxvideo.com : 13/20[1]